# Cantó de Savigny-le-Temple
El cantó de Savigny-le-Temple és una divisió administrativa francesa del departament del Sena i Marne, situat al districte de Melun. Des del 2015 té sis municipis i el cap és Savigny-le-Temple.

## Municipis
- Boissettes
- Boissise-la-Bertrand
- Cesson
- Le Mée-sur-Seine
- Savigny-le-Temple
- Vert-Saint-Denis

## Història
| Data d'elecció                           | Identitat         | Partit | Qualitat |
| ---------------------------------------- | ----------------- | ------ | -------- |
| 1976-1982                                | Jacques Roynette  | PS     |          |
| 1982-1988                                | Hervé Le Mouellic | RPR    |          |
| 1988-2015                                | Jean-Louis Mouton | PS     |          |
| les dades anteriors no són pas conegudes |                   |        |          |
|                                          |                   |        |          |

## Demografia
| A partir de 1990: Població sense dobles comptes |